# Tipula urania
Tipula urania är en tvåvingeart som beskrevs av Mannheims 1954. Tipula urania ingår i släktet Tipula och familjen storharkrankar. Inga underarter finns listade i Catalogue of Life.